# Мелецкий острог
Мелецкий острог — оборонительное сооружение, основанное в 1621 году томскими казаками во главе с казачьим головой Молчаном Лавровым и татарским головой Осипом Кокоревым на правом берегу реки Чулым, в «земле милисов», для сбора ясака с чулымских татар.
В 1622 году в Мелецком остроге несли службу 30 казаков.
В XVII веке Мелецкий острог неоднократно подвергался нападению со стороны енисейских кыргызов, в 1707 году был ими сожжен.
В 1709 году восстановлен томским сыном боярским Саввой Цыцуриным.
В 1824 году в Мелецком остроге насчитывалось 4 дома.
Сейчас на этом месте находится деревня Бирилюссы, Арефьевского сельсовета Бирилюсского района.